# Serenata nostálgica
Serenata nostálgica (Penny Serenade) es una película de 1941 con guion de Martha Cheavens y Morrie Ryskind, dirigida por George Stevens, y con Irene Dunne, Cary Grant, Beulah Bondi y Edgar Buchanan como actores principales. 
Cary Grant fue candidato a un Premio Oscar por su actuación en esta película.

## Argumento
La película cuenta la historia de una pareja, Roger (Cary Grant) y Julie Adams (Irene Dunne) en su intento de formar una familia. Tras casarse pierden al hijo que esperaban en el terremoto de Japón de 1923, lo que provoca además que Julie no pueda tener hijos. A su vuelta a Estados Unidos, y a pesar de los problemas económicos que tienen, deciden adoptar una niña. Luego se trasladan a un pueblo donde se hacen cargo del periódico local.
Toda la historia se cuenta desde la perspectiva de Julie que recuerda su vida mientras escucha su colección de discos.

## Derechos legales
Aún distribuida por Columbia Pictures, la productora del director retuvo los derechos sobre la película. En 1968 la película pasó a ser de dominio público, de modo que no está sujeta a ningún derecho de autor.